# Шипунов, Константин Борисович
Константин Борисович Шипунов (род. 26 ноября 1961, Ленинград) — российский политический деятель, депутат Государственной Думы ФС РФ четвёртого (2003—2007) и пятого созыва (2007—2011).

## Биография
Находился на государственной службе в Администрации Санкт-Петербурга. Возглавлял Санкт-Петербургский региональный исполком, работал в ЦИКе «Единой России». В 2003 году был переведен в аппарат Центрального исполнительного комитета. В 2004 году был избран членом Президиума Генерального совета Партии «Единая Россия».

### Депутат госдумы
7 апреля получил мандат депутата госдумы 4-го созыва — был передан мандат сложившего полномочия Александра Белякова.
25 сентября 2008 года ЦИК передал вакантный мандат депутата госдумы 5-го созыва, освободившийся после сложения полномочий Виктором Гришиным, Константину Шипунову.